# Округ Грин (Мисури)
Округ Грин (енгл. Greene County) је округ у америчкој савезној држави Мисури.

## Демографија
По попису из 2010. године број становника је 275.174, што је 34.783 (14,5%) становника више него 2000. године.
| Група             | 2000.           | 2010.           |
| Белци             | 222.447 (92,5%) | 246.378 (89,5%) |
| Афроамериканци    | 5.426 (2,3%)    | 7.892 (2,9%)    |
| Азијати           | 2.720 (1,1%)    | 4.535 (1,6%)    |
| Хиспаноамериканци | 4.434 (1,8%)    | 8.207 (3,0%)    |
| Укупно            | 240.391         | 275.174         |